# Gustav Albert Schwalbe
Pour les articles homonymes, voir Schwalbe.
Gustav Albert Schwalbe, né le 1er août 1844 à Quedlinbourg et mort le 23 avril 1916 à Strasbourg, est un anatomiste et anthropologue allemand. 

## Biographie
Il étudie aux universités de Berlin, Zurich et Bonn et obtient son M.D. en 1866. Il devient en 1870 privatdozent à l'Université de Halle, en 1871 privatdozent et prosecteur à l'Université de Fribourg, en 1872 professeur assistant à l'Université de Fribourg, puis professeur d'anatomie successivement aux universités d'Iéna (1873), de Königsberg (1881) et de Strasbourg (1883).
Il est connu pour ses recherches anthropologiques sur l’homme primitif. Il considérait l'Homme de Néandertal comme un ancêtre direct de l’homme moderne. Au grand désarroi du paléontologue néerlandais Eugène Dubois (1858-1940) qui avait découvert l'Homme de Java, Schwalbe publie en 1899, après s'être procuré un moulage en plâtre de la voûte crânienne, le traité Studien über Pithecantropus Erectus (Étude du Pithecantropus Erectus ) où il conclut que « Pithécanthrope occupe une place intermédiaire entre l'Homme de Neanderthal et l'homme-singe. ».

## Recherches
En 1869, Schwalbe injecte du bleu de Prusse dans l'espace sous-arachnoïdien d'un chien et est le premier à démontrer que les principales voies d'absorption du liquide céphalo-rachidien sont les voies lymphatiques. Les espaces sous-arachnoïdiens ou sous-duraux situés entre les gaines interne et externe du nerf optique sont désormais appelés « espaces de Schwalbe » ; également appelés espaces intervaginaux du nerf optique (spatia intervaginalia nervi optici). Son nom est prêté à plusieurs autres structures anatomiques, dont le « noyau de Schwalbe » ou noyau vestibulaire ; « l'anneau de Schwalbe », qui est une crête circulaire constituée de fibres de collagène entourant le bord externe de la membrane de Descemet ; et la « ligne de Schwalbe », une ligne anatomique située sur la surface postérieure de la cornée de l'œil. Il fut le premier à décrire les cellules de Paneth dans l'Archiv für mikroskopische Anatomie en 1872 ; il les a décrits 16 ans avant Joseph Paneth.

## Publications
- 1881 : Lehrbuch der Neurologie
- 1882 : Ueber die Kaliberverhältnisse der Nervenfasern, Leipzig
- 1886 : Lehrbuch der Anatomie der Sinnesorgane, Erlangen
- 1899 : Studien über Pithecantropus Erectus, Leipzig
- 1901 : Der Neander Schädel
- 1903 : Vorgeschichte der Menschen